# 办公自动化
办公自动化簡稱OA（英語：Office Automation）指的是应用计算机、电子设备和软件，来数字化地创建、收集、存储、处理，并传播完成办公室任务所需的信息。原始数据的存储，电子转帐和电子业务信息的管理，组成了办公自动化系统的基本活动。由于信息的数字化，任务相关人员能够更加方便快捷地共享信息，高效地协同工作，极大地优化了以往复杂、低效的办公室工作过程。
实际上自打字机和复印机的出现，办公自动化就走出了第一步，将之前的手工工作机械化。不过真正意义上的办公自动化，直到20世纪70年代计算机的出现，它的概念才有了延伸，这个词在当时意味着时尚。当时有人预言未来的职场上，白领将会进行数字化办公、无纸化办公。办公自动化这一词也是随着文字处理软件的普及后，才开始广泛应用的。在20世纪80年代时，工作场所的相关技术设备还是一个可有可无的便捷工具；到了20世纪90年代时，则已经变成了最重要的必需品。随着存储介质容量的扩大和业务数据终端的出现，大量信息的载体也从传统书籍转换到数据库中。如今办公自动化不仅仅是机械化，而是同事之间的互通有无。办公自动化的骨干是局域网、内部网，它允许用户通过网络来传输数据（文件）、电子邮件或者语音和视频。
更广泛层面地说来，电子化之前的几乎所有办公功能，包括听写、打字、归档、复印、传真、电传、缩微胶片和记录管理，电话和电话总机业务，都可以用电子邮件来代替，甚至用便携式的信息设备来取代。随着办公方式已经演变为充分利用新技术，通过度身订造平台、系统以优化流程的需求也与日俱增。目前的办公系统通常需要：操作便捷、性能强大且便于维护。
办公系统的三要素为：
- 信息存储

信息存储通常可以认为是办公室记录，包括办公文件和表格。数据应用包括文件、图像或电子表格的捕获和编辑。文字处理和桌面演示包容纳原始文本和图形数据或视频，而电子表格应用程序为用户提供了行为能力，易于操纵和数字输出。
- 数据交换

数据交换是办公系统中极为重要的一部分，通过电子邮件、语音邮件、实时通讯工具来实现实时交换信息和数据。能够以电子方式对两个以上的用户同时分享信息有时被称为群件系统。当然，电子邮件的抄送也是一到多的信息传输，但是目前电子会议系统则更为常用的。
- 数据管理

办公自动化系统也经常被用来跟踪短期和长期的财务计划、人力资源分配计划、市场营销开支、库存采购以及其他方面的业务。有着任务管理调度系统的协助，可以在办公室内通过对时间表、资源方程的监视，来远程电子调度和控制各种项目和活动。
办公自动化未来的挑战是以个人信息泄漏为代表的信息安全问题。计算机获得的信息可以通过网络迅速地扩散蔓延，如何对电子设备采取必要且适当的防御措施成为办公自动化的前沿发展方向。